# 자칼의 날 (드라마)
《자칼의 날》(영어: The Day of the Jackal)은 스카이 애틀랜틱에서 2024년 11월부터 방영된 영국의 첩보 스릴러, 액션 드라마이다. 언론인 프레더릭 포사이스의 동명 소설을 각색한 드라마이다.

## 출연진

### 주연
- 에디 레드메인 - 자칼
- 러샤나 린치 - 비앙카 풀먼
- 우르술라 코르베로 - 누리아
- 추쿠디 이우지 - 오시타 핼크로
- 칼리드 압달라 - 울레 다그 찰스
- 리아 윌리엄스 - 이저벨 커비
- 엘리너 마쓰우라 - 지나 잰손
- 술 리미 - 폴 풀먼
- 조니오 오닐 - 에드워드 카버
- 찰스 댄스 - 티머시 윈스럽
- 닉 블러드 - 빈센트 파인

### 조연
- 플로리사 카마라 - 재스민 풀먼
- 케이트 디키 - 앨리슨 스토크
- 푸치 러가드 - 머리사
- 존 아리아스 - 알바로
- 패트릭 오케인 - 래리 스토크
- 크리스티 마이어 - 리어노라 보그스

### 단역
- 리처드 도머 - 노먼 스토크